# یوجین والتر (نمایش‌نامه‌نویس)
یوجین والتر (انگلیسی: Eugene Walter)؛ (۲۷ نوامبر ۱۸۷۴ - ۲۶ سپتامبر ۱۹۴۱) نمایش‌نامه‌نویس اهل ایالات متحده آمریکا و نویسنده نمایش‌نامه معروف آسان‌ترین راه بود.

## زندگی‌نامه
وی در ۲۷ نوامبر ۱۸۷۴ در کلیولند متولد شد. در سواره نظام اوهایو خدمت کرد و در جنگ آمریکا و اسپانیا حضور داشت. در سال ۱۹۰۸ در سینسیناتی با هنرپیشه شارلوت واکر ازدواج کرد اما سرانجام در سال ۱۹۲۳ در حالی که مخفیانه در مکزیک با مری کیسل ازدواج کرده بود از وی جدا شد.
والتر در ۲۶ سپتامبر ۱۹۴۱ بر اثر بیماری سرطان در هالیوود درگذشت و در گورستان ملی لس آنجلس دفن شد.